# Miloš Hrstić
Miloš Hrstić (Vojnić, 20 de novembro de 1955) é um ex-futebolista profissional croata, que atuava como defensor.

## Carreira
Miloš Hrstić fez parte do elenco da Seleção Iugoslava de Futebol da Copa do Mundo de 1974 e 1982. 